# Casa Cervantes
La casa Cervantes es una vivienda modernista construida por el arquitecto Víctor Beltrí en 1900, situada en la calle Mayor de la ciudad española de Cartagena (Región de Murcia).

## Historia
Las obras de la casa comenzaron en el año 1897 bajo la dirección de Beltrí, bajo encargo del empresario Serafín Cervantes Contreras, un importante magnate de la Sierra minera de Cartagena-La Unión. Con la inauguración el 26 de febrero de 1900, se concluía el primer encargo de Beltrí en Cartagena, además de la primera oportunidad que tuvo este de introducir en la ciudad portuaria la corriente artística en boga por aquel entonces en Cataluña, el modernismo. El trabajo realizado para Cervantes causó tan buena impresión, que desde entonces Beltrí recibía aluviones de ofertas de trabajo por parte de la burguesía cartagenera.
En la planta baja del edificio se instaló el restaurante Café España, cuyo muestrario de suspiros inspiró en 1902 al compositor Antonio Álvarez Alonso para llamar Suspiros de España a la partitura del que sería el famoso pasodoble.
Actualmente pertenece a la Fundación Mediterráneo, que ha ubicado en su interior su Aula de la Cultura y una biblioteca y un   servicio de Caja automatizada del Banco Sabadell.

## Arquitectura
El edificio consta de cuatro pisos, de los cuales la planta baja era de uso comercial y las tres siguientes, residencial. El material de construcción varía, utilizándose mármol de las canteras de Novelda en el bajo y el eje central, piedra artificial en las embocaduras, los guardapolvos y las pilastras, y ladrillo en el resto de paredes.
En el frontón destacan la multitud de símbolos relacionados con el Comercio, la Industria y la Minería, que forman una suerte de escudo heráldico para el propietario, un burgués adinerado del que también figuran las iniciales de su nombre como elemento ornamental. Respecto a la fachada, llaman la atención en los extremos los miradores blancos, típicos de Cartagena, así como el motivo modernista de dinteles, embocaduras y guardapolvos.
Al descender a la planta baja se puede apreciar una reminiscencia de neoclasicismo en la solución rústica de la puerta. Sin embargo, en las columnas y zapatas del otro extremo de la estructura encontramos la influencia del arquitecto francés Eugène Viollet-le-Duc. La entrada por su parte ostenta dos placas de bronce con las cabezas de las deidades romanas Mercurio y Minerva junto a sus atributos.
El interior fue decorado por el escultor Francisco Requena Hernández y el pintor Antonio de la Torre, pero tras la serie de remodelaciones que se han ejecutado en el inmueble desde la década de 1940, del edificio original se conserva únicamente la fachada.

## Galería de fotos

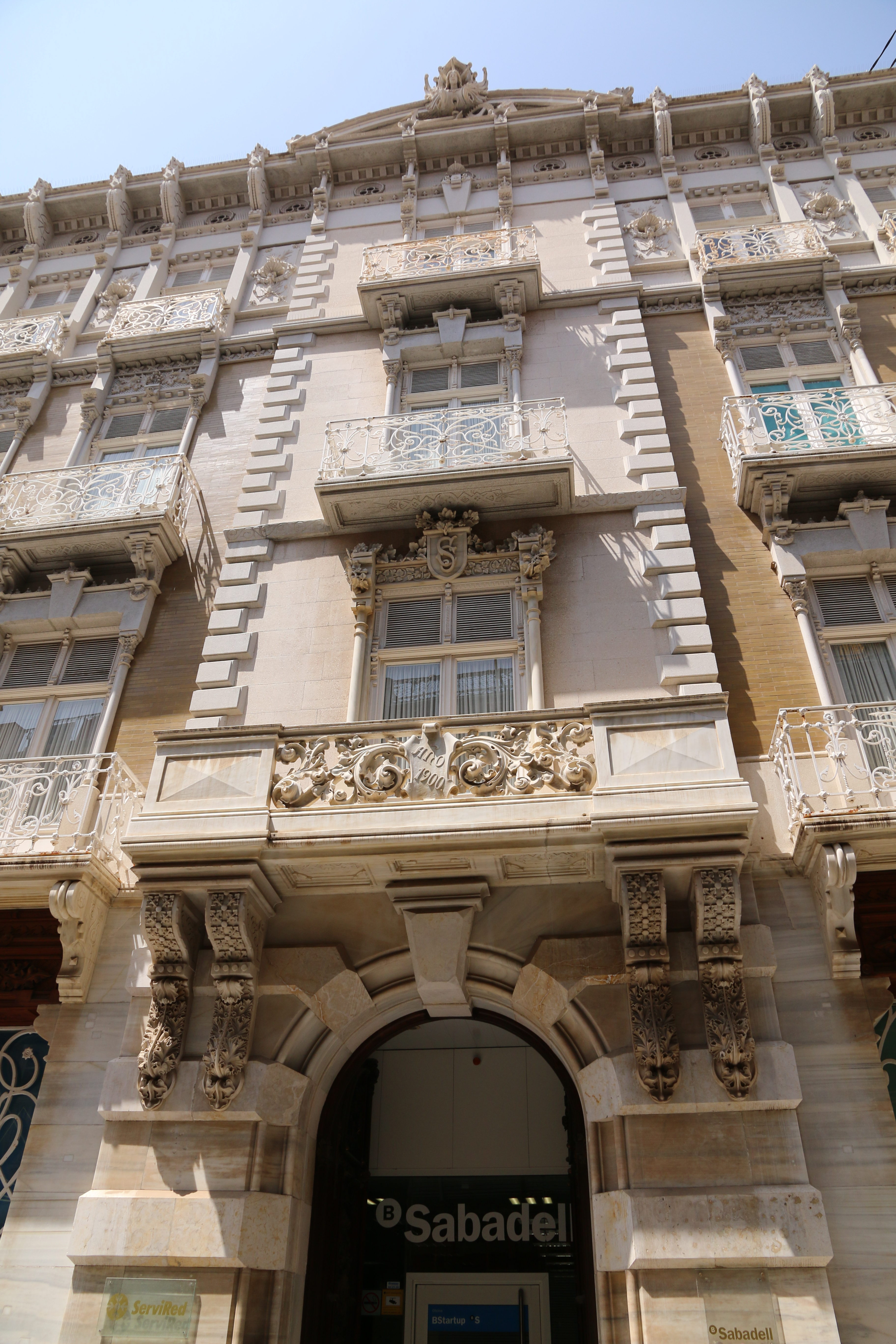
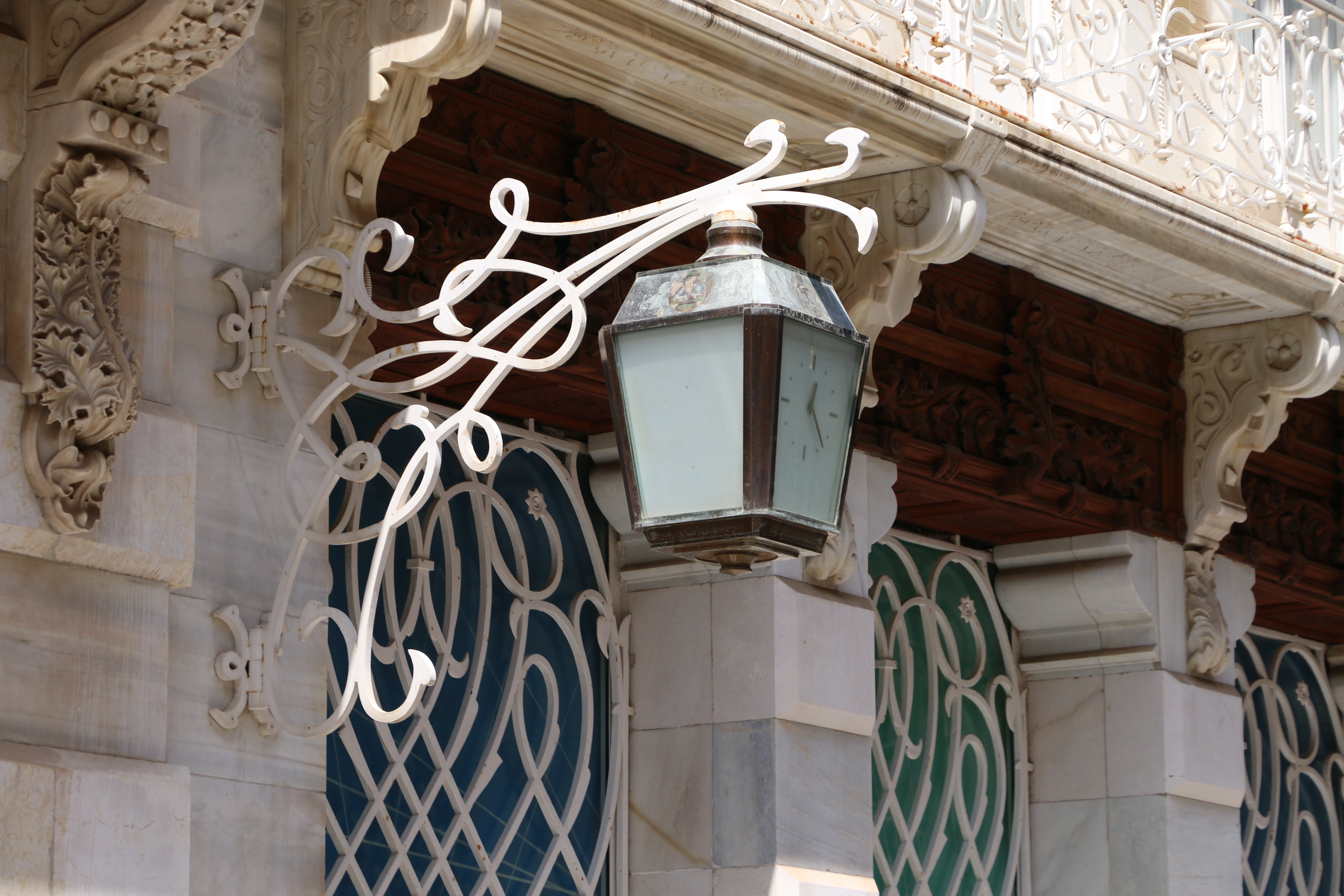
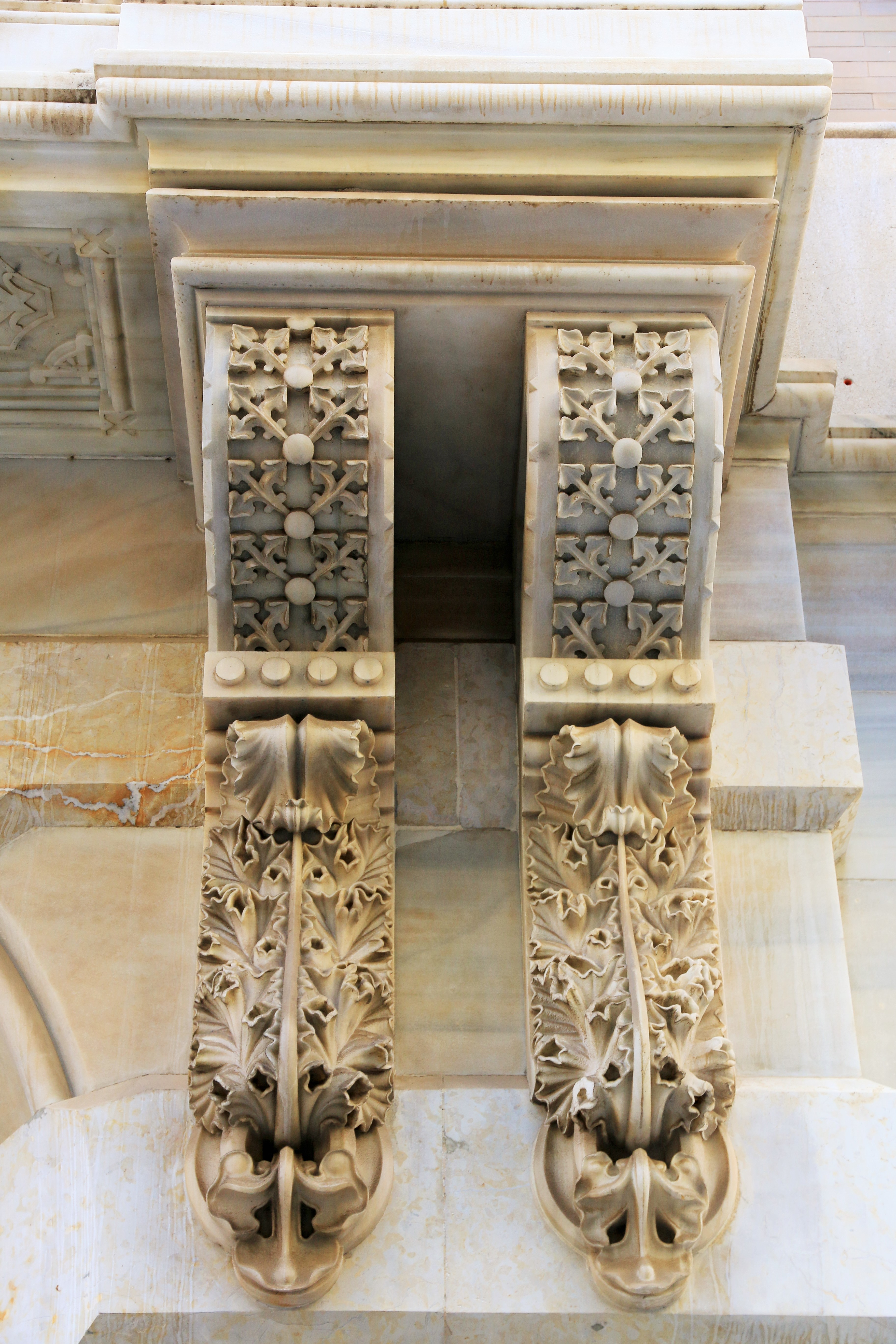
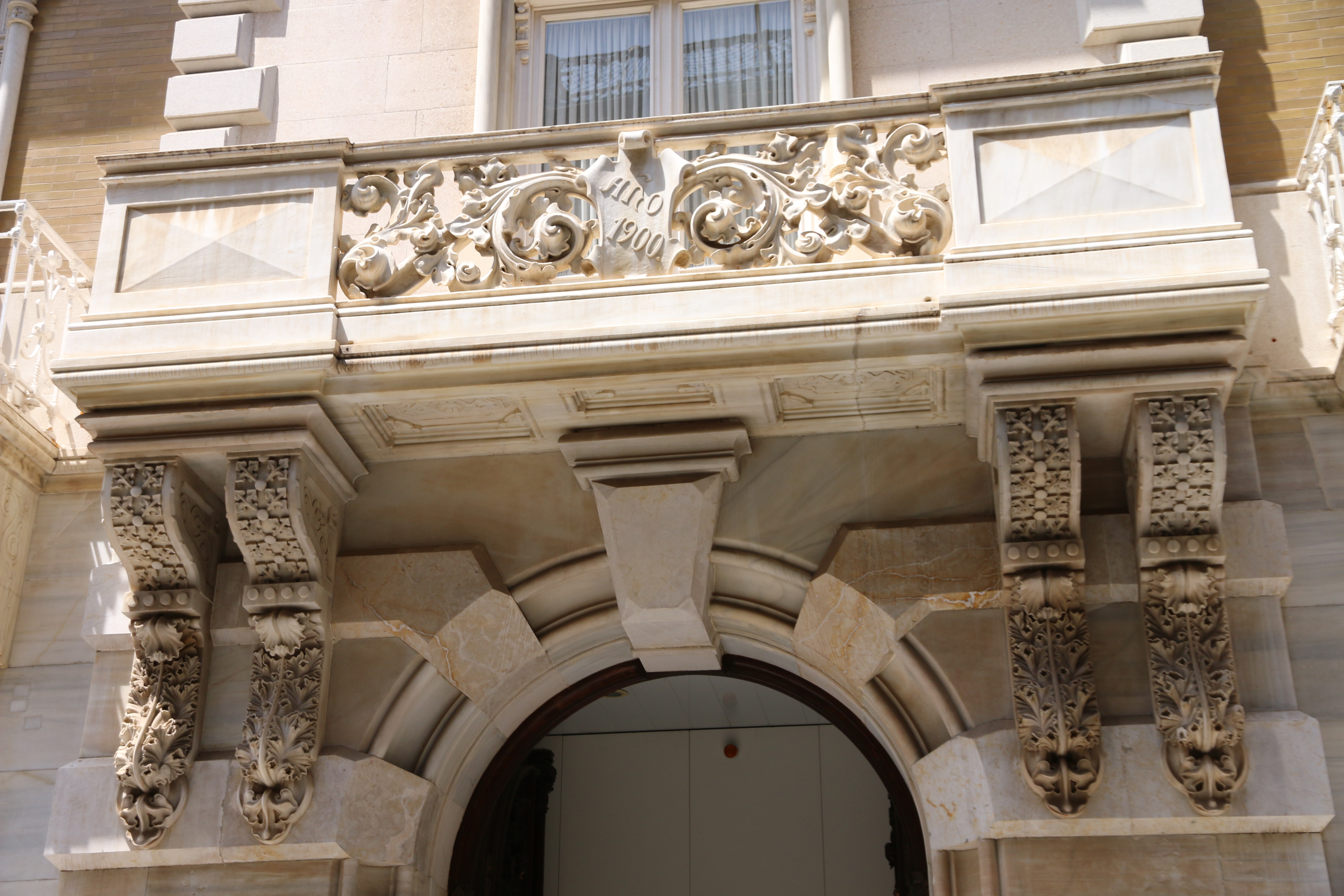
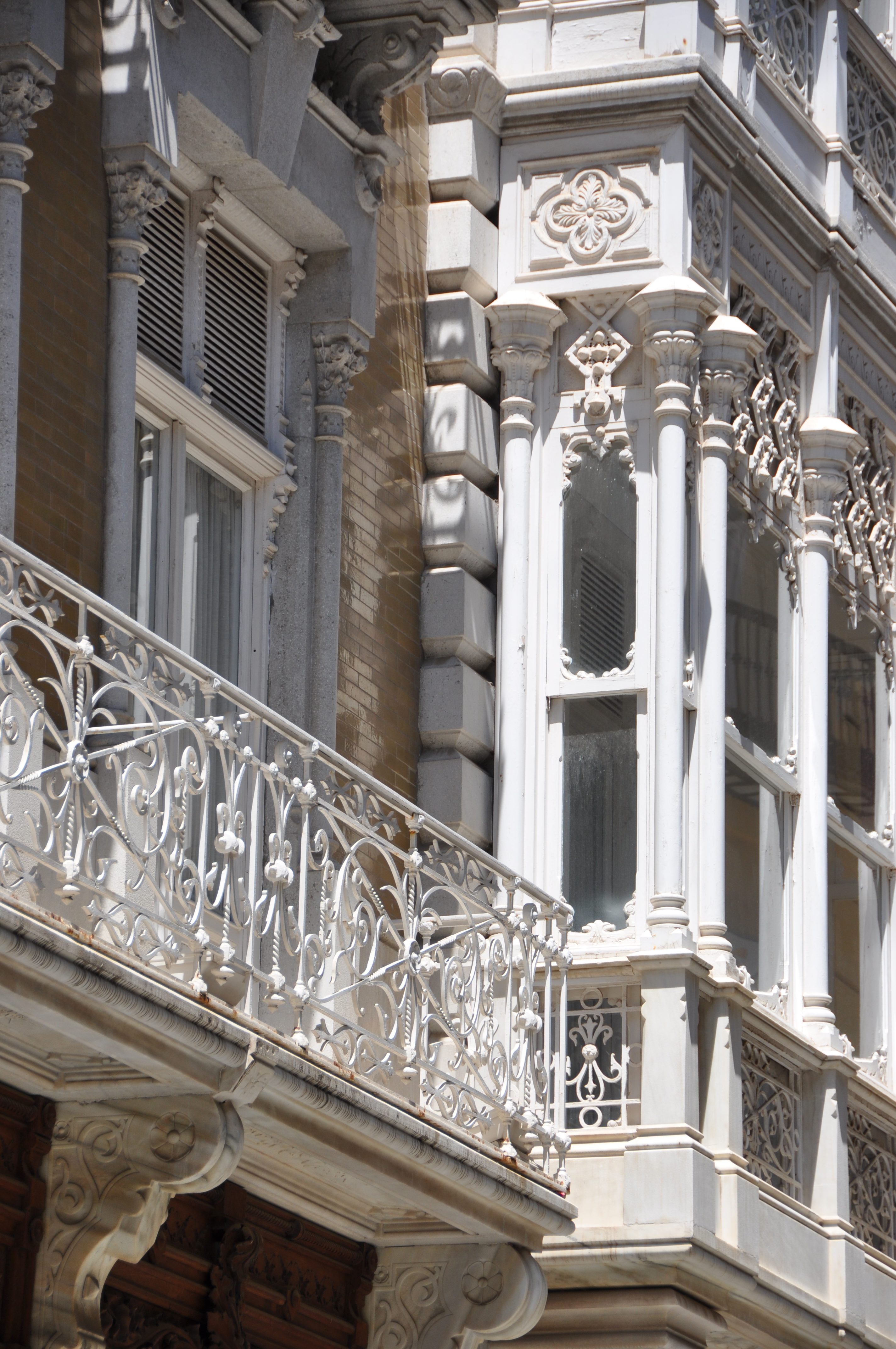
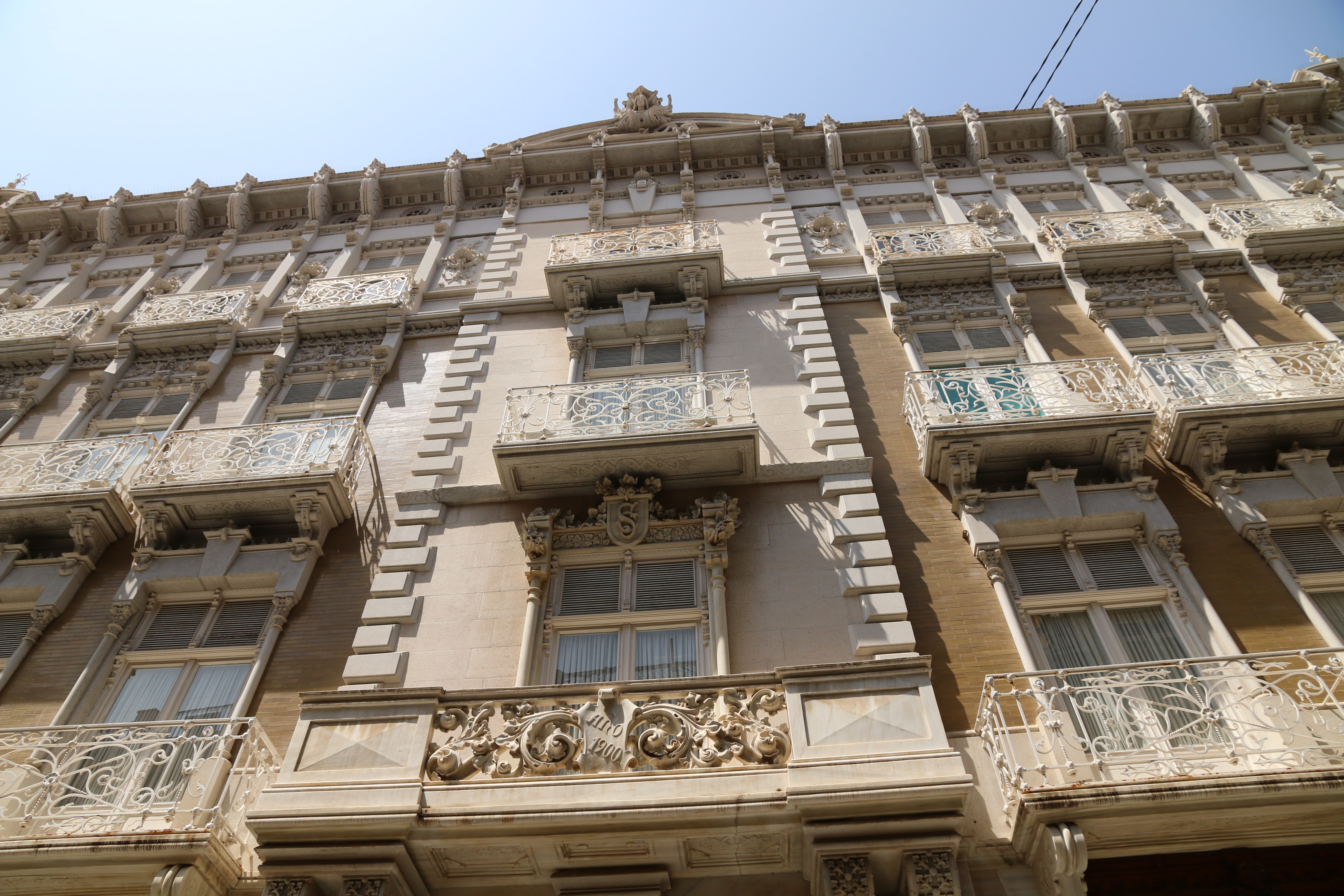
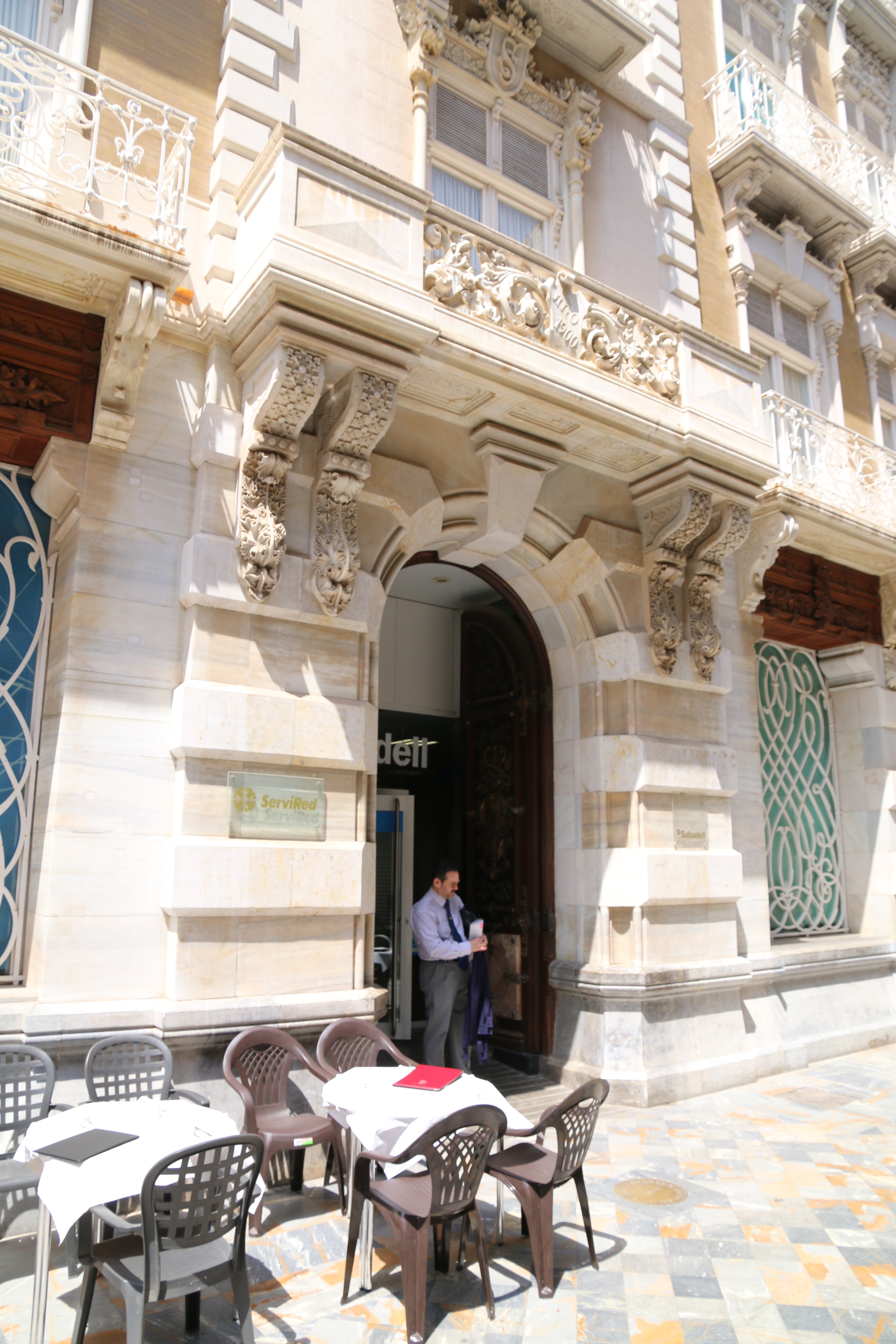
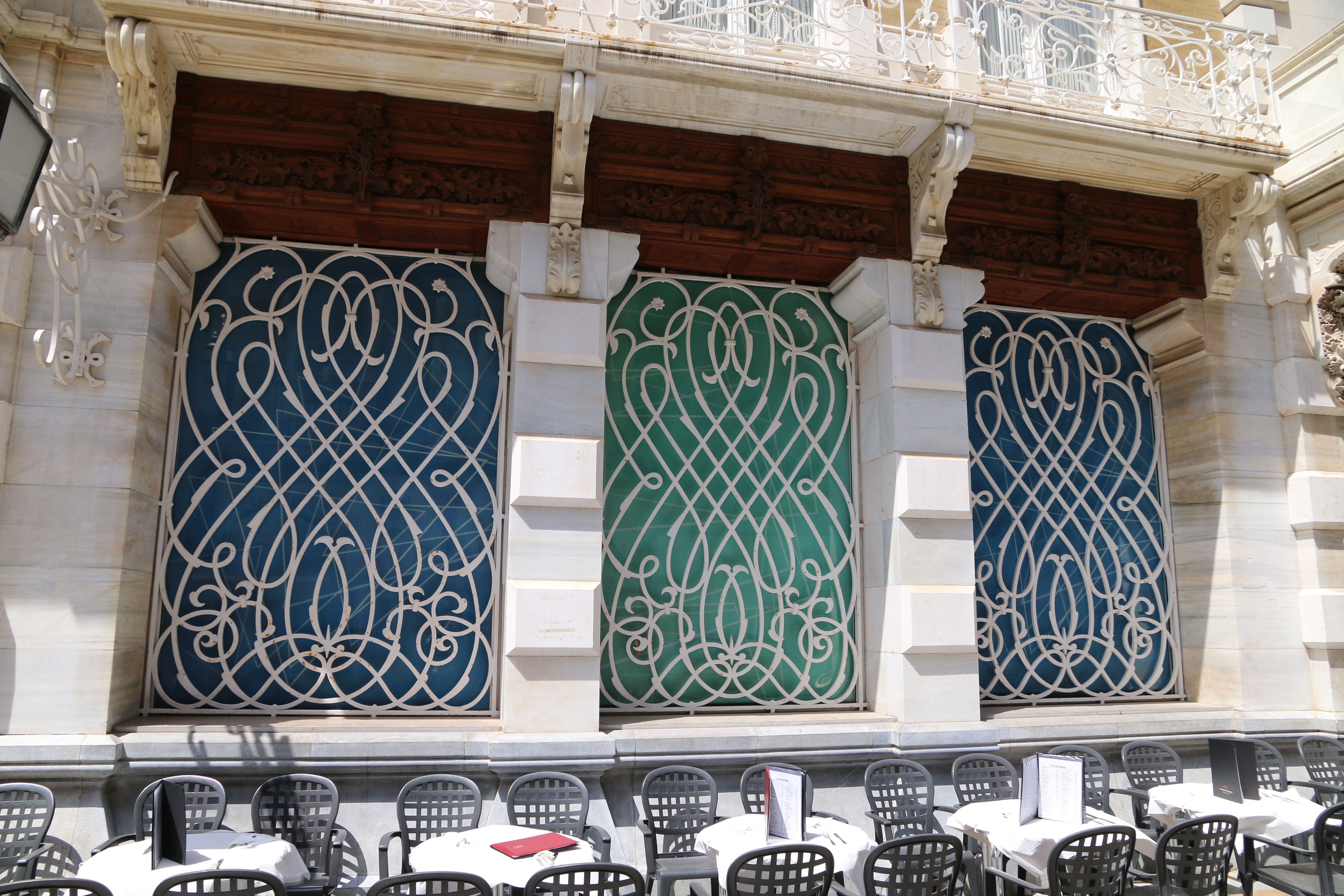